# Ángel María Querini
Ángel María Querini, (en italiano Angelo Maria Quirini) (Venecia, 30 de marzo de 1680 - Brescia, 6 de enero de 1755) cardenal y literato italiano.

## Biografía
En 1698 tomó el hábito de monje benedictino de la congregación del Monte Cassino. Después de haber viajado por Alemania y Holanda, y residido dos años en la abadía de San Germán de los Prados, donde adquirió relaciones con los sabios de aquella época, regresó a su patria. En 1723 se le dio el arzobispado de Corfú, fue transferido al obispado de Brescia en 1727, y por fin declarado cardenal por Benedicto XIII en el mismo año. Murió en Brescia en 1755.
Sus obras escogidas son Primordia Corcyrae ex antiquissimis monumentis ilustrata (Brescia, 1738, en 4°); Veterum Brixiae Episcoporum sancti Pkilastrii et sancti Gaudentii Opera, necnon beati Ramperti et venerabilis Alemani Optucula, etc. (id. 1738, en folio); Specimen variae literaturae, quae in urbe Brixid ejusque ditione pauló post thypographiae inclinabala florebat, etc. (1739, en 4°). Dio una edición de las obras de S. Efrem, 1742, seis tomos en folio, en griego, siríaco y Iatín. Voltaire en su correspondencia agradece a Querini la traducción en versos latinos de una parte de la Enriada y del Poema de Fontenoy.
Este prelado era socio corresponsal de la Academia de inscripciones y de bellas letras de París y de muchas academias extranjeras.